# Kraftidioten
Kraftidioten (Engels: In Order of Disappearance) is een Noorse film van Hans Petter Moland die werd uitgebracht in 2014. De hoofdrol wordt gespeeld door Stellan Skarsgård. In 2019 regisseerde Moland een Amerikaanse remake van de film genaamd Cold Pursuit met Liam Neeson in de hoofdrol.

## Plot
Na de moord op zijn zoon door drugsdealers, begint een sneeuwruimerchauffeur wraak te zoeken.

## Rolverdeling
- Stellan Skarsgård als Nils
- Bruno Ganz als Papa
- Birgitte Hjort Sørensen als Marit
- Kristofer Hivju als Strike
- Jakob Oftebro als Aron Horowitz
- Pål Sverre Valheim Hagen als Greven
- Tobias Santelmann als Finn
- Sergej Trifunovic als Nebojsa
- Anders Baasmo Christiansen als Geir
- Stig Henrik Hoff als experienced police officer
- Goran Navojec als Stojan
- Atle Antonsen als Reddersen